# Claudius Czibulka
Claudius Freiherr Czibulka von Buchland (Neu Titschein, 22. rujna 1862. – Merano, 18. travnja 1931.) je bio austrougarski general i vojni zapovjednik. Tijekom Prvog svjetskog rata zapovijedao je 36. pješačkom divizijom, Korpusom Czibulka, te XVIII. korpusom na Balkanskom i Istočnom bojištu.

## Vojna karijera
Claudius Czibulka je rođen 22. rujna 1862. u Neu Titscheinu. U rujnu 1904. godine postao je načelnikom stožera VI. korpusa koju dužnost obnaša do veljače 1909. godine. U studenom 1910. unaprijeđen je u čin general bojnika, dok je čin podmaršala dostigao u studenom 1913. godine.

## Prvi svjetski rat
Na početku Prvog svjetskog rata Czibulka zapovijeda 36. pješačkom divizijom koja se nalazila u sastavu XIII. korpusa kojim je na Balkanskom bojištu zapovijedao Adolf Rhemen. Na navedenom bojištu u sastavu XIII. korpusa sudjeluje u prve tri neuspješne invazije na Srbiju. U siječnju 1915. s 36. pješačkom divizijom premješten je na Istočno bojište gdje sudjeluje u Karpatskim ofenzivama. Tijekom navedenih operacija imenovan je zapovjednikom korpusa koji po njemu dobiva naziv Korpus Czibulka. Zapovijedajući navedenim korpusom u sastavu 7. armije sudjeluje u ofenzivi Gorlice-Tarnow. U rujnu 1915. Korpus Czibulka je preimenovan u XVIII. korpus, te Czibulka postaje zapovjednikom tako ponovno ustrojenog XVIII. korpusa.  
U lipnju 1916. XVIII. korpus kojim je zapovijedao Czibulka, a koji se nalazio u sastavu 1. armije pod zapovjedništvom Paula Puhalla, žestoko je napadnut tijekom Brusilovljeve ofenzive. Czibulka je prisiljen na povlačenje koje se zaustavilo tek tijekom rujna. Czibulkin XVIII. korpus u ljeto 1917. sudjeluje u zaustavljanju Kerenskijeve ofenzive nakon čega je u kolovozu promaknut u čin generala pješaštva. Sa XVIII. korpusom zapovijeda do ožujka 1918. kada ga je na mjestu zapovjednika zamijenio Ferdinand Kosak.

## Poslije rata
Czibulka do kraja rata nije dobio novo zapovjedništvo na bojištu, te je nakon završetka rata umirovljen. Preminuo je 18. travnja 1931. u 69. godini života u Meranu.

## Vanjske poveznice
(eng.) Claudius Czibulka na stranici Oocities.org

(njem.) Claudius Czibulka na stranici Weltkriege.at